# بنجامين أور
بنجامين أور (بالإنجليزية: Benjamin Orr)‏ هو عازف قيثارة وملحن ومغني وكاتب أغاني أمريكي، ولد في 8 سبتمبر 1947 في ليكوود في الولايات المتحدة، وتوفي في 3 أكتوبر 2000 في أتلانتا في الولايات المتحدة بسبب سرطان البنكرياس.

## وصلات خارجية
- بنجامين أور على موقع IMDb (الإنجليزية)
- بنجامين أور على موقع ميوزك برينز (الإنجليزية)
- بنجامين أور على موقع إن إن دي بي (الإنجليزية)
- بنجامين أور على موقع أول ميوزيك (الإنجليزية)
- بنجامين أور على موقع ديسكوغز (الإنجليزية)